# Communauté de communes du Domfrontais
La communauté de communes du Domfrontais est une ancienne communauté de communes française, située dans le département de l'Orne et la région Normandie.

## Histoire
La communauté de communes est créée en décembre 1993, regroupant les communes d'Avrilly, Ceaucé, Champsecret, La Haute-Chapelle, Lonlay-l'Abbaye, Rouellé, Saint-Bômer-les-Forges, Saint-Brice et Saint-Gilles-des-Marais.
En 1997, la commune de Domfront intègre la communauté.
Le 1er janvier 2013, la commune de Ceaucé la quitte pour rejoindre la communauté de communes du Bocage de Passais-la-Conception.
Elle fusionne au 1er janvier 2017 avec la communauté de communes du canton de Tinchebray pour former Domfront Tinchebray Interco.

## Composition
À la date de sa dissolution, la communauté de communes regroupait sept communes du département de l'Orne (neuf avant la création de la commune nouvelle de Domfront en Poiraie en 2016) :
| Nom                         | Code Insee | Gentilé        | Superficie (km2) | Population (dernière pop. légale) | Densité (hab./km2) |
| --------------------------- | ---------- | -------------- | ---------------- | --------------------------------- | ------------------ |
| Domfront en Poiraie (siège) | 61145      |                | 65,49            | 4 401 (2014)                      | 67                 |
| Avrilly                     | 61021      |                | 5,50             | 130 (2014)                        | 24                 |
| Champsecret                 | 61091      | Champsecretois | 44,68            | 968 (2014)                        | 22                 |
| Lonlay-l'Abbaye             | 61232      | Lonléens       | 53,41            | 1 147 (2014)                      | 21                 |
| Saint-Bômer-les-Forges      | 61369      | Bohamadiens    | 31,08            | 1 033 (2014)                      | 33                 |
| Saint-Brice                 | 61370      |                | 4,58             | 162 (2014)                        | 35                 |
| Saint-Gilles-des-Marais     | 61401      | Saint-Gillois  | 5,92             | 108 (2014)                        | 18                 |

## Administration
| Période      | Période       | Identité          | Étiquette | Qualité                                                                   |
| ------------ | ------------- | ----------------- | --------- | ------------------------------------------------------------------------- |
| janvier 1994 | avril 2001    | François Williams | DvG       | Maire de Ceaucé                                                           |
| avril 2001   | avril 2008    | Robert Loquet     | UMP       | Maire de Domfront                                                         |
| avril 2008   | avril 2014    | Didier Leduc      | SE        | Maire de Domfront                                                         |
| avril 2014   | décembre 2016 | Bernard Soul      |           | Maire de Domfront (2014-2015), maire de Domfront en Poiraie (depuis 2016) |